# بیمارستان عمومی آجیوس پاولس
بیمارستان عمومی آجیوس پاولس (به انگلیسی: Agios Pavlos General Hospital) بیمارستانی در یونان است و دارای حداکثر ۲۰۱ تخت است.